# Potudan'
Il Potudan' (in russo Потудань?) è un fiume della Russia europea, affluente di destra del Don. Scorre nel Starooskol'skij rajon dell'oblast' di Belgorod e nei rajon Rep'ëvskij e  Ostrogožskij dell'oblast' di Voronež.
Il fiume scorre in direzione orientale e sfocia nel Don a 1 317 km dalla foce. La parte superiore del fiume prima che vi confluisca il fiume Kamenka si chiama Borovaja Potudan'. La valle del fiume è leggermente tortuosa. Ha una lunghezza di 100 km; l'area del suo bacino è di 2 180 km².

## Nella cultura
Il fiume Potudan' ha dato il nome alla storia di Andrej Platonov Il fiume Potudan', filmata da Aleksandr Sokurov con il titolo La voce solitaria dell'uomo.
Nella serie televisiva Platino (Платина, 2007), il tema musicale principale è la canzone Il fiume Potudan', eseguita dal suo autore e interprete di uno dei ruoli principali, l'attore Sergej Machovikov.